# Николай Гоголь (книга)
«Николай Гоголь» (англ. Nikolai Gogol) — литературоведческое произведение Владимира Набокова, относящееся к американскому периоду его творчества. Было написано в 1943—1944 годах и опубликовано в 1944 году.

## Содержание и судьба текста
Книга представляет собой рассказ о жизни и творчестве русского писателя Николая Гоголя. Следуя законам жанра, Набоков излагает события главным образом в хронологическом порядке, но всё же совершает разного рода эксперименты со стилем и композицией: так, в самом начале он пишет о смерти своего героя, а в самом конце — о его рождении. Автор не ставил перед собой цель рассказать о всём творческом пути Гоголя целиком. Он сосредоточился на наиболее важных, по его мнению, произведениях — на романе «Мёртвые души», комедии «Ревизор» и повести «Шинель».
Изначально Набоков хотел назвать книгу «Гоголь в Зазеркалье», но остановился на более простом названии. Книга была опубликована в 1944 году и имела большой успех: по словам Брайана Бойда, «в англоязычном мире она сделала для Гоголя больше, чем любая другая».